# 免出都司夫
免出 都司夫（めんで としお、1932年10月11日 - 2017年1月4日）は、日本の経営者、銀行家。千葉興業銀行頭取を務めた。

## 経歴
東京都出身。1955年に東京大学経済学部商業学科を卒業し、同年4月に千葉興業銀行に入行。1975年5月に取締役に就任し、1977年6月に常務、1985年6月に専務を経て、1987年6月に副頭取に就任し、1991年6月には頭取に昇格。1999年11月に会長に就任。
2017年1月4日心不全のために死去。84歳没。